# Адолф Фик
Адолф Фик (на немски: Adolf Fick) е германски физиолог, на който се приписва изобретяването на контактните лещи. През 1847 г. започва да учи математика и физика, но след това се посвещава на медицината. Получава докторска степен в Марбург през 1851 г.
Понякога за откриватели на контактните лещи се смятат Адолф Фик, Южен Калт (на френски: Eugène Kalt) и Аугуст Муле (на немски: August Mulle). През 1880 г. те за пръв път създават оптичен елемент, който има пряка връзка с окото с цел коригиране на зрението.